# Tectaria perdimorpha
Tectaria perdimorpha är en ormbunkeart som beskrevs av Holtt. Tectaria perdimorpha ingår i släktet Tectaria och familjen Tectariaceae. Inga underarter finns listade.